# Estació de Vilafranca de Conflent
L'Estació de Vilafranca de Conflent, o de Vilafranca - Vernet - Fullà, és una estació de tren situada dins del terme comunal de Fullà, però a ran de la vila de Vilafranca de Conflent, totes dues comunes de la comarca del Conflent, a la Catalunya del Nord.
És propietat del Réseau Ferré de France (RFF) (el gestor públic de les vies fèrries de França) i la gestiona l'operadora pública SNCF.
És l'estació terminal de las línias dels  provinent de Perpinyà i de la de Cerdanya (tren groc) provinent de la Tor de Querol (ample de via mètric).

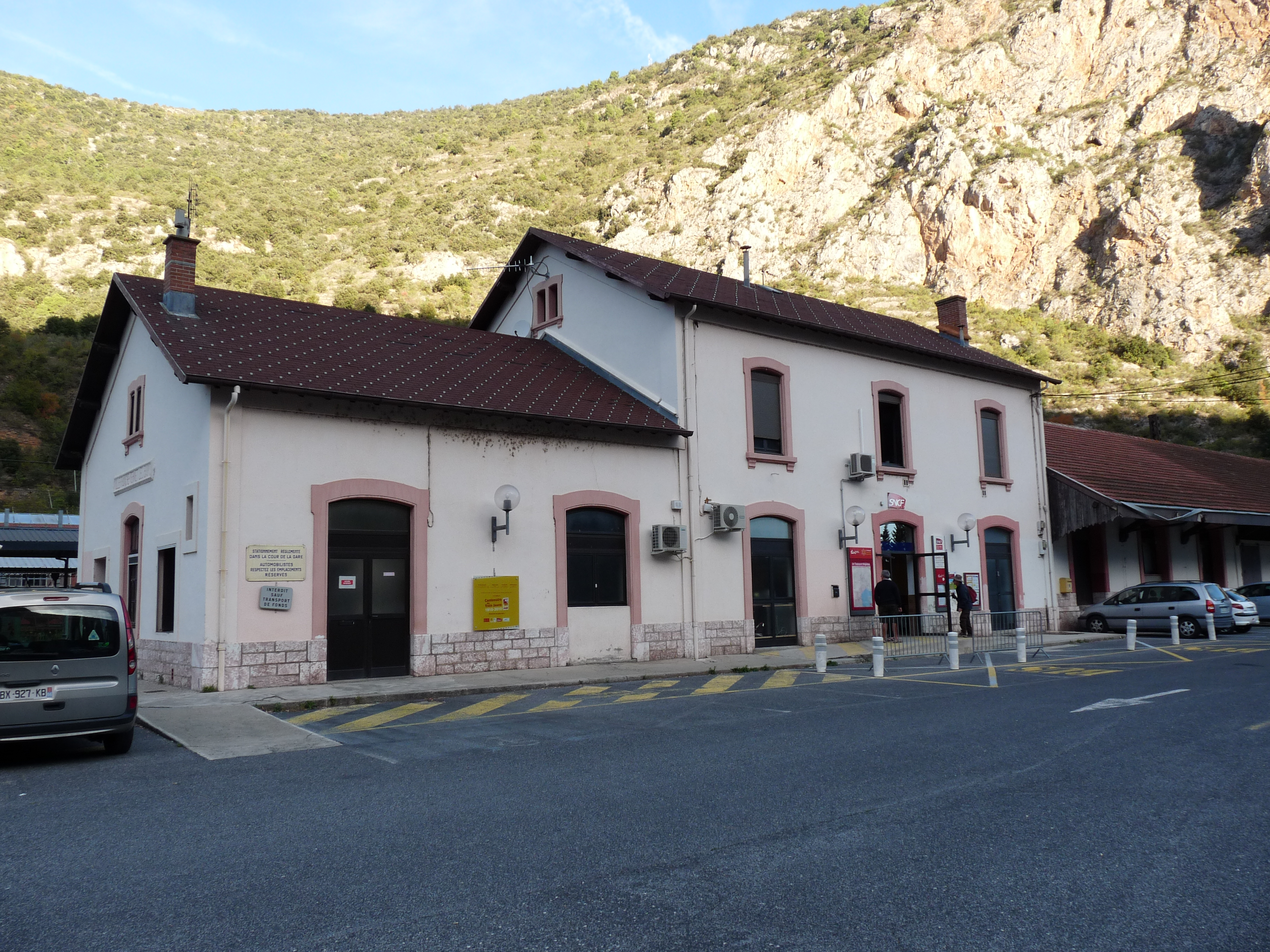
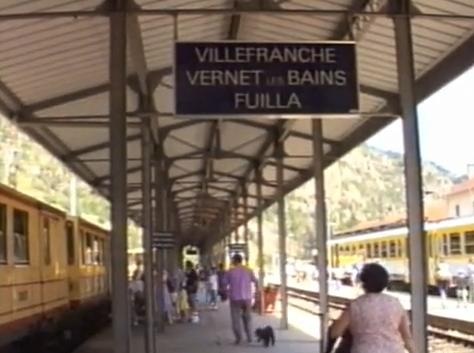

| Procedència/Destinació       | <        | Línia     | >        | Procedència/Destinació    |
| ---------------------------- | -------- | --------- | -------- | ------------------------- |
| : Transport express régional |          |           |          |                           |
| Perpinyà                     | Rià      | L12       | terminal | terminal                  |
| terminal                     | terminal | Tren groc | Serdinyà | La Tor de Querol - Enveig |